# Finala Cupei Campionilor Europeni 1956
Finala Cupei Campionilor Europeni 1956 a fost primul meci din istoria competițiilor paneuropene de fotbal. S-a jucat între Real Madrid din Spania și Stade de Reims-Champagne din Franța. Meciul a fost disputat pe Parc des Princes în Paris pe 13 iunie 1956 în fața a 38.000 de oameni.

## Detalii
| Real Madrid                                | 4 – 3  | Stade de Reims                     |
| ------------------------------------------ | ------ | ---------------------------------- |
| Di Stéfano 14' Rial 30', 79' Marquitos 67' | Report | Leblond 6' Templin 10' Hidalgo 62' |

| Real Madrid | Stade de Reims |

| REAL MADRID:                                                           |    |                    |
|                                                                        |    |                    |
| P                                                                      | 1  | Juan Alonso        |
| F                                                                      | 2  | Ángel Atienza      |
| F                                                                      | 5  | Marquitos          |
| F                                                                      | 3  | Rafael Lesmes      |
| M                                                                      | 4  | Miguel Muñoz (c)   |
| M                                                                      | 6  | José María Zárraga |
| A                                                                      | 7  | Joseíto            |
| A                                                                      | 8  | Ramón Marsal Ribó  |
| A                                                                      | 9  | Alfredo Di Stéfano |
| A                                                                      | 10 | Héctor Rial        |
| A                                                                      | 11 | Francisco Gento    |
| Antrenor:                                                              |    |                    |
| José Villalonga Llorente Arbitrii asistenți: J. Parkinson Tommy Cooper |    |                    |

| STADE DE REIMS: |    |                    |
|                 |    |                    |
| P               | 1  | René Jacquet       |
| F               | 2  | Simon Zimny        |
| F               | 5  | Robert Jonquet (c) |
| F               | 3  | Raoul Giraudo      |
| M               | 4  | Michel Leblond     |
| M               | 6  | Robert Siatka      |
| A               | 7  | Michel Hidalgo     |
| A               | 8  | Léon Glowacki      |
| A               | 9  | Raymond Kopa       |
| A               | 10 | René Bliard        |
| A               | 11 | Jean Templin       |
| Antrenor:       |    |                    |
| Albert Batteux  |    |                    |